# N60 (België)

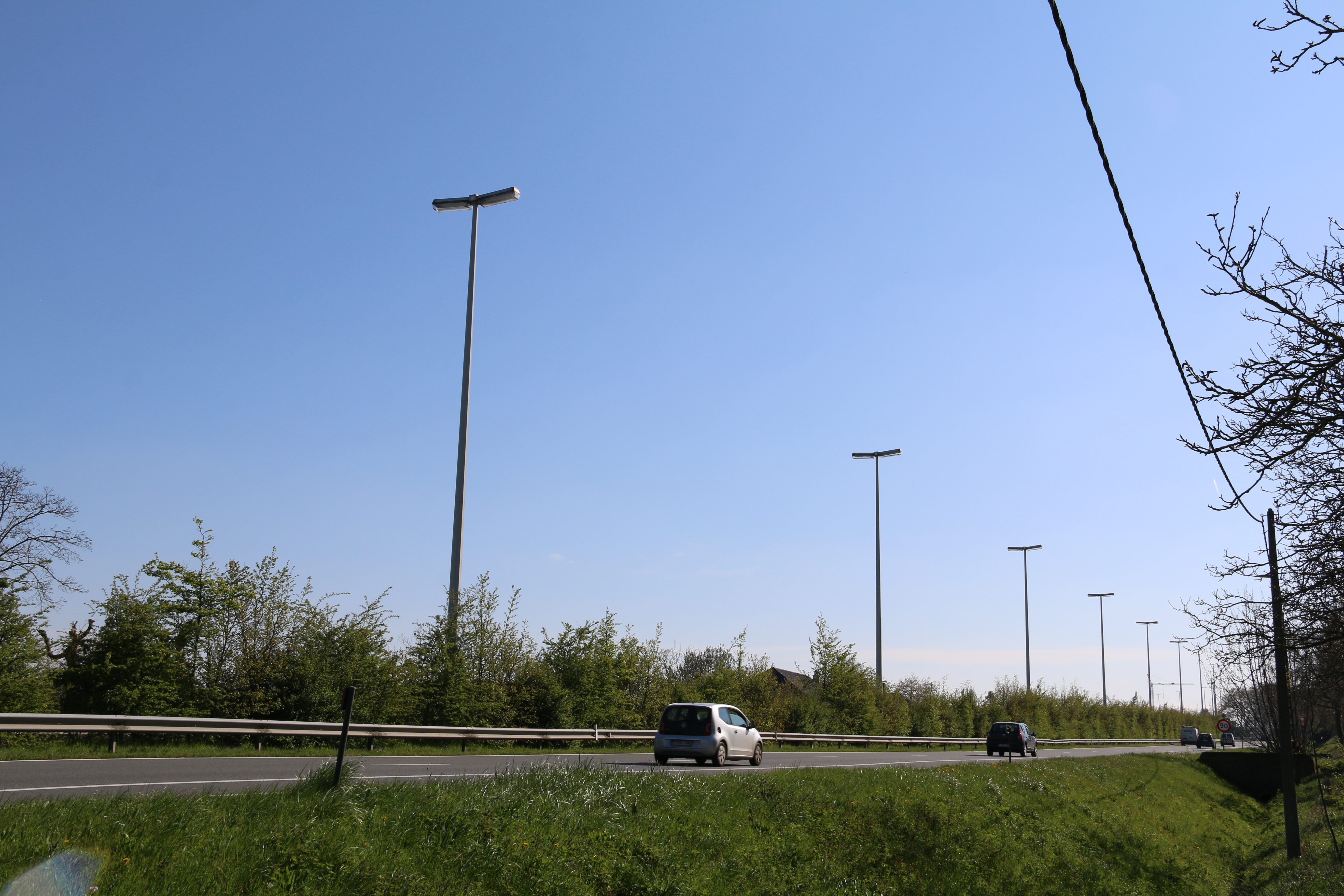
De N60 tussen Maarkedal en Oudenaarde

De N60 is een gewestweg in België. De weg loopt in noord-zuidrichting en verbindt Gent met de Franse stad Valenciennes. Het traject loopt via Gent, langs de Vlaamse steden Oudenaarde en Ronse en de Waalse steden Leuze (Leuze-en-Hainaut) en Péruwelz naar de Franse grens. Aan de grens sluit de N60 aan op de Franse D935 richting Valenciennes.
De weg is voor een groot stuk ingericht als expresweg. Zo zijn er tussen Gent en Ronse en tussen Anvaing en Leuze 2x2 rijstroken. Op Vlaams grondgebied is de snelheid beperkt tot 90 of 70 km/h, in Wallonië waar er 2x2 rijstroken zijn, mag er vaak 120 km/u gereden worden.
In Ronse heeft deze weg het nummer N60b, omdat er al een tijdlang sprake is van een N60 omleiding rond Ronse. Bij Leuze is er vanaf de N7 ten oosten van Leuze een rondweg N60d, die ten zuiden van Leuze aansluit op de N60. Via deze rondweg wordt zwaar doorgaand verkeer door het centrum van Leuze vermeden. Ten noorden van Péruwelz is er een aftakking N60e die ten oosten van Péruwelz aansluit op de N505.

## N60 in Ronse
Bij Ronse werd in de gewestplannen een tracé vastgelegd aan de westzijde van de stad. Dit werd echter nog niet gerealiseerd. In 1997 werd de N60 opgenomen als primaire weg type I in het Ruimtelijk Structuurplan Vlaanderen (RSV), wat betekent dat de weg een verbindende functie zou moeten hebben op Vlaams niveau. Naar aanleiding van het RSV werd het ontbrekende deel bij Ronse opgenomen in het 'missing links' programma van de Vlaamse overheid. In 2009 werd de N60 bij Ronse in het regeerakkoord van de regering-Peeters II aangeduid als prioritair te realiseren. Het ruimtelijk uitvoeringsplan (RUP) werd vastgesteld op 4 juli 2014. Aanvankelijk zouden de werken starten in 2014, wat later werd uitgesteld tot 2017. Anno 2016 was er nog een procedure bij de Raad van State hangende waarbij werd gewezen op het risico op aardverschuivingen bij de aanleg van de N60 op de helling 'Schavaart'. Met het arrest van 30 juni 2016 vernietigde de Raad van State het GRUP. Vanaf 2018 wordt de realisatie overgelaten aan De Werkvennootschap NV. In 2022 werd het definitieve tracé goedgekeurd, met een twee kilometer lange boortunnel tussen Maarkedal en Ronse (en een zuidelijke omleidingsweg rond Ronse) . In juli 2025 meldde Vlaams minister Annick De Ridder dat er geld wordt vrijgemaakt voor de nieuwe N60 binnen het Vlaamse investeringsprogramma.

## Geschiedenis
Het grootste deel van de huidige N60 werd aangelegd in de achttiende eeuw onder de Oostenrijkers. Later werden echter nog veel rechttrekkingen uitgevoerd en werd de weg omgebouwd tot expresweg.

## Straatnamen
In de verschillende gemeenten is de weg vaak een opvolging van verschillende straten, met verschillende straatnamen. De weg heet van Gent tot Bon-Secours aan de Franse grens achtereenvolgens:
Gent
- Fernand Scribedreef en Familie Van Rysselberghedreef weg van het centrum van Gent, en Hofbouwlaan naar het centrum van Gent
- Emile Clauslaan
- Krijgslaan
- Oudenaardsesteenweg
- Grotesteenweg Noord
- Grotesteenweg Zuid

De Pinte
- Grote Steenweg
- Nieuwe Steenweg

Nazareth
- Nieuwe Steenweg naar Oudenaarde en Gentsebaan naar Gent

Zingem
- Gentsesteenweg

Oudenaarde
- Westerring
- Ronseweg

Maarkedal
- Rijksweg

Ronse
- Kruisstraat
- Aimé Delhayeplein
- Zonnestraat
- César Snoecklaan
- Leuzesesteenweg

Frasnes-lez-Anvaing
- Chaussée de Renaix
- Chaussée de Leuze
- L'Amourette
- Humont

Leuze-en-Hainaut
- Avenue des Flandres
- Avenue de la Résistance
- Rue du Seuwoir
- Rue Emile Vandervelde
- Rue de Condé
- Avenue de Loudun
- Chaussée de Péruwelz

Péruwelz
- Chaussée de la Barrière
- Rue Neuve Chaussée
- Rue Pont À la Faulx
- Rue Albert 1er
- Boulevard Léopold III
- Avenue de la Basilique

## Aftakkingen

### N60a
De N60a is een 350 meter lange onderdeel van de N60 in de stad Gent. De weg die over de Hofbouwlaan gaat is een eenrichtingsverkeersweg voor het verkeer over de N60 vanuit het zuiden naar het noorden. De N60 zelf is ter hoogte hiervan een eenrichtingsverkeersweg naar het zuiden toe.

### N60b
De N60b is een 7,6 kilometer lange onderdeel van de N60 bij de plaats Ronse. De route begint ongeveer een kilometer ten noorden van de kruising met de N425 waar de weg van 2x2 naar twee rijstroken voor beide rijrichtingen samen gaat. De weg eindigt bij de kruising met de Rue du Marais in de buurt van Dergneau waar de weg weer over gaat op de N60. De route van de N60b loopt onder andere dwars door Ronse heen.

### N60c
De N60c is een 2,9 kilometer lange aftakking van de N60 bij de plaats Zevergem. De route verloopt vanaf de N60 over de Steenweg en Grote Steenweg tot aan het viaduct onder A14 E17.

### N60d
De N60d is een 3,9 kilometer lange verbindingsweg bij de plaats Leuze. De weg die aan de rand van Leuze ligt verbindt de N7 met de N60, onderweg wordt de N526 gekruist. De kruisingen met zowel de N7 als de N526 en de N60 zijn rotondes. De N60d zorgt eveneens voor de ontsluiting van de Gevangenis van Leuze.

### N60e
De N60e is een 2,4 kilometer lange verbindingsweg in de plaats Péruwelz. De weg verbindt de N60 met de N505. De route begint bij de Rue de la Résistance en gaat vervolgens vanaf een halve rotonde over een eigen weg onder spoorlijn 78 door om uiteindelijk uit te komen op de N505.